# Desenrola Brasil
O Programa Emergencial de Renegociação de Dívidas de Pessoas Físicas Inadimplentes - Desenrola Brasil é um programa implementado pelo Ministério da Fazenda do Brasil durante o governo Lula que visa a renegociação de dívidas de natureza privada de pessoas físicas inscritas em cadastro de inadimplentes, bem como a redução do endividamento e facilitação de acesso ao mercado de crédito pelas mesmas. O programa é composto por quatro participantes: o governo federal, os devedores, os credores (instituições financeiras, serviços de utilidade pública, empresas varejistas, prestadores de serviços em geral, incluindo microempreendedores individuais e empresas de pequeno porte), e agentes financeiros, como bancos.

## Requisitos
São requisitos para participar do programa
- como devedor: ser pessoa física cuja(s) dívida(s) tenha(m) sido inscrita(s) como inadimplente(s) em cadastro até 31 de dezembro de 2022 e com registro ativo até 28 de junho de 2023, e que tenha renda mensal inferior a 2 salários mínimos (ou esteja inscrita no Cadastro Único para Programas Sociais do Governo Federal - CadÚnico).[1]
- como credor: ser pessoa júridica de direito privado responsável pela inscrição de inadimplentes em cadastro, como por exemplo instituições financeiras, além de serviços de utilidade pública (empresas distribuidoras de água e energia), empresas varejistas e prestadores de serviço em geral (inclusive microempreendores individuais e empresas de pequeno porte definidas por lei).[1]
- como agentes financeiros: ser instituição financeira criada por lei própria ou autorizada a funcionar pelo Banco Central do Brasil e que tenham autorização para realizar operações de crédito.[1]

Os devedores podem pagar suas dívidas em questão com recursos próprios ou, ainda, com novo empréstimo oferecido, com desconto, por agente financeiro habilitado no programa.
O governo federal oferece aos agentes financeiros como garantia às operações de novo empréstimo os recursos do Fundo de Garantia de Operações (FGO). É de responsabilidade do Banco Central fiscalizar tantos os agentes financeiros quanto as instituições financeiras que atuarem como credoras.
As instituições financeiras também devem instituir programas de educação financeira direcionados aos seus clientes visando a prevenção ao inadimplemento de operações e ao superendividamento de pessoas físicas.
Além disso, o governo federal disponibiliza, de forma gratuita, a partir do site oficial do Desenrola Brasil a ferramenta Meu Bolso em Dia, desenvolvida pela Febraban, contendo cursos sobre educação financeira para os aderentes ao programa.
Participantes do Desenrola Brasil são aconselhados a prestar atenção para identificar possíveis golpes financeiros utilizando o nome programa, inclusive com o uso de sites. O Ministério da Fazenda esclarece que para prevenir fraudes as comunicações do programa são feitas apenas por SMS e sem envio de qualquer link.